# Coupe du Trône 2024-2025
La Coupe du Trône 2024-2025 è stata la 68ª edizione della coppa nazionale marocchina di calcio. La competizione è iniziata nell'ottobre 2024 ed è terminata con la finale del 30 giugno 2025. Il vincitore della competizione ha ottenuto la qualificazione per la Coppa della Confederazione CAF 2025-2026. La squadra campione in carica era il Raja Casablanca, che ha vinto la sua nona coppa nazionale nell'edizione 2023-2024.
La competizione è stata vinta dall'Olympique Safi, alla sua prima coppa nazionale.

## Incontri

### Terzo turno

#### Nord
| Squadra 1                     | Risultato | Squadra 2        |
| ----------------------------- | --------- | ---------------- |
| Fath Casablanca               | 3 – 0     | Ras Ijerri       |
| Wydad Sefrou                  | 1 – 3     | HA Nador         |
| Kénitra                       | 1 – 0     | Hassania Lazaret |
| Association Jeunesse Sportive | 3 – 1     | Témara           |
| Étoile de Casablanca          | 2 – 1     | WS Temara        |
| Ittihad Khemisset             | 2 – 1     | Fath Nador       |
| Wydad Juventud Tanger         | 2 – 3     | Union Sidi Kacem |

#### Sud
| Squadra 1            | Risultato | Squadra 2                    |
| -------------------- | --------- | ---------------------------- |
| Tihad AS             | 1 – 0     | US Yacoub El Mansour         |
| Mouloudiat Assa      | 0 – 2     | Olympique Marrakech          |
| Amal Tiznit          | 0 – 2     | CR Bernoussi                 |
| Najm Marrakech       | 2 – 1     | Association Al Mansoria      |
| Union Aguelmous      | 0 – 3     | Ittihad Riadi Fkih Ben Salah |
| Wydad Serghini       | 1 – 0     | Najah Souss                  |
| Olympique Youssoufia | 4 – 1     | Fath Sidi Bennour            |

#### Sahara
| Squadra 1          | Risultato | Squadra 2    |
| ------------------ | --------- | ------------ |
| Chabab Sakia Hamra | 0 – 3     | CJ Ouatia    |
| CO Laayoune        | 1 – 3     | AJS Boujdour |

### Quarto turno

#### Nord
| Squadra 1         | Risultato       | Squadra 2            |
| ----------------- | --------------- | -------------------- |
| Raja Beni Mellal  | 2 – 0           | Étoile de Casablanca |
| Ittihad Khemisset | 4 – 1           | CR Bernoussi         |
| Kénitra           | 1 – 2           | Racing Casablanca    |
| Union Sidi Kacem  | 1 – 0           | Wydad Fès            |
| Stade Marocain    | 2 – 0           | AS Salé              |
| Musulmane Oujda   | 2 – 2 (5-3 dtr) | CA Khénifra          |
| Tihad AS          | 1 – 0           | Fath Casablanca      |
| CODM Meknès       | 0 – 0 (1-4 dtr) | HA Nador             |

#### Sud
| Squadra 1                     | Risultato       | Squadra 2            |
| ----------------------------- | --------------- | -------------------- |
| Najm Marrakech                | 2 – 3           | Fkih Ben Salah       |
| Olympique Dcheira             | 1 – 1 (3-4 dtr) | KAC Marrakech        |
| JSM                           | 0 – 2           | CJ Ben Guerir        |
| Association Jeunesse Sportive | 1 – 0           | Rapide Oued Zem      |
| CJ Ouatia                     | 0 – 3           | Ol. Khouribga        |
| Wydad Serghini                | 1 – 0           | Ittifaq Marrakech    |
| AJS Boujdour                  | 1 – 0           | Olympique Marrakech  |
| Difaâ El Jadida               | 4 – 1           | Olympique Youssoufia |

### Sedicesimi di finale

#### Nord
| Squadra 1         | Risultato | Squadra 2        |
| ----------------- | --------- | ---------------- |
| Wydad Casablanca  | 1 – 0     | FUS Rabat        |
| Ittihad Khemisset | 0 – 1     | Moghreb Tétouan  |
| Stade Marocain    | 2 – 0     | Union Sidi Kacem |
| IR Tanger         | 0 – 1     | RS Berkane       |
| Fath Nador        | 1 – 3     | Musulmane Oujda  |
| FAR Rabat         | 2 – 1     | Maghreb Fès      |
| Chabab Mohammedia | 2 – 6     | Union Touarga    |
| Mouloudia Oujda   | 1 – 2     | Tihad AS         |

#### Sud
| Squadra 1            | Risultato   | Squadra 2         |
| -------------------- | ----------- | ----------------- |
| Raja Casablanca      | 4 – 2       | Raja Beni Mellal  |
| Ol. Khouribga        | 3 – 0       | IR Fkih Ben Salah |
| Olympique Safi       | 3 – 1       | Jeunesse Sportive |
| Renaissance Zemamra  | 4 – 0       | Difaâ El Jadida   |
| Youssoufia Berrechid | 2 – 1       | Wydad Serghini    |
| Kawkab Marrakech     | 2 – 0       | Racing Casablanca |
| AJS Boujdour         | 0 – 3       | Hassania Agadir   |
| CJ Ben Guerir        | 1 – 3 (dts) | Jeunesse Soualem  |

### Ottavi di finale
| Squadra 1            | Risultato       | Squadra 2           |
| -------------------- | --------------- | ------------------- |
| Moghreb Tétouan      | 1 – 0           | Wydad Casablanca    |
| Ol. Khouribga        | 2 – 1           | Hassania Agadir     |
| FAR Rabat            | 3 – 0           | Renaissance Zemamra |
| Kawkab Marrakech     | 0 – 3           | RS Berkane          |
| Tihad AS             | 0 – 2           | Union Touarga       |
| Youssoufia Berrechid | 0 – 1           | Stade Marocain      |
| Jeunesse Soualem     | 1 – 1 (4-5 dtr) | Olympique Safi      |
| Musulmane Oujda      | 2 – 1 (dts)     | Raja Casablanca     |

### Quarti di finale
| Squadra 1       | Risultato       | Squadra 2       |
| --------------- | --------------- | --------------- |
| Moghreb Tétouan | 1 – 0           | Ol. Khouribga   |
| FAR Rabat       | 1 – 1 (6-7 dtr) | RS Berkane      |
| Union Touarga   | 1 – 0           | Stade Marocain  |
| Olympique Safi  | 2 – 1           | Musulmane Oujda |

### Semifinali
| Squadra 1       | Risultato | Squadra 2      |
| --------------- | --------- | -------------- |
| Moghreb Tétouan | 0 – 3     | RS Berkane     |
| Union Touarga   | 0 – 1     | Olympique Safi |

### Finale
| Arbitro: | Jalal Jayed |

|                                                         |                      |                                                    |
| Dayo 45+5’ (rig.)                                       | Marcatori            | 39’ Errhaouli                                      |
| Dayo Riahi El Moussaoui El Morabit Santos Zghoudi Assal | Tiri di rigore 5 – 6 | Diarra Michte Karmoune Kordani Morsli Yechou Habti |